# Сан-Игнасио-Мини
Сан-Игнасио-Мини (исп. San Ignacio Miní) — миссия иезуитов на территории современной Аргентины, провинция Мисьонес. Была основана в 1632 году, одна из 30 миссий, основанных иезуитами на территории современных Аргентины, Парагвая и Бразилии. Стиль строения известен как барокко гуарани (по названию индейских народов, проживающих в районе).
Спроектированное итальянским архитектором Хуаном Бразанелли (итал. Juan Brasanelli), здание церкви 74 м длиной и 24 метра шириной, со стенами из красного песчаника, имеющими толщину до двух метров — одна из самых выдающихся построек подобного типа. В 1733 году в миссии проживало до 4000 крещенных индейцев гуарани, сохранилось кладбище той поры.
На территории памятника действует музей. В 1984 году руины миссии Сан-Игнасио-Мини вместе с ещё четырьмя подобными памятниками на территории Аргентины и Бразилии включены в список Всемирного наследия ЮНЕСКО.